# Guanako
Guanako (lat. Lama guanicoe) elegantna je, skladno građena životinja nalik devi koja nastanjuje predjele Južne Amerike. Bliski su srodnici ljame, alpake i vikunje.

## Izgled
Guanako je visok otprilike 175 centimetara, i teži otprilike 90 kilograma. Poput ljame, prekriven je dvostrukim slojem grubog pokrovnog krzna i mekanog osnovnog krzna, koje je još nježnije i radi toga mnogo cjenjenije od krzna alpake (iako guanako ima manje krzna od alpake). Guanakovo je mekano runo slabije kvalitete samo od krzna vikunje, bliskog guanakovog srodnika. Boja krzna ne razlikuje se previše između jedinki, varirajući od svijetlosmeđe do tamne boje cimeta i bijelog donjeg krzna. Guanakovo je lice sive boje, i ima malene uspravne uši. Veoma je upadljiv zbog svojih velikih, opreznih smeđih očiju, aerodinamičnog oblika i energičnog koraka. Idealan je za držanje u velikim stadima na otvorenim pašnjacima.

## Stanište i način života
Guanakovo je prirodno stanište Južna Amerika (Bolivija, Peru, Ekvador, Čile, Argentina). Najbrojniji su u Čileu, dok ih u Boliviji uzgajaju bolivijski Indijanci, s namjerom da povrate njihovu populacijsku stabilnost. Žive u visokom gorju, ali se ponekad spuštaju i u nizine. Živi u stadu koje se sastoji od 4-10 ženki s jednim mužjakom. Kada se nađe u opasnosti, guanako će pljunuti grabežljivca, u namjeri da ga zastraši. 

## Razmnožavanje
Guanako spolnu zrelost dosegne nakon 2-3 godine. Sezona parenja traje tijekom čitave godine, a ženka mladunče nosi 320-330 dana.    